# 热姆诺斯
热姆诺斯（法語：Gémenos，法語發音：[ʒɛm(ə)nɔs]）是法国罗讷河口省的一个市镇，属于马赛区。

## 地名
该地名“Gémenos”发音为[ʒɛm(ə)nɔs]，字母“s”发音，《世界地名翻译大辞典》与《世界地名译名词典》将其误译作“热姆诺”。

## 地理
热姆诺斯（43°17'46"N, 5°37'37"E）面积32.75 平方千米，位于法国普罗旺斯-阿尔卑斯-蓝色海岸大区罗讷河口省，该省份为法国东南部沿海省份，北起沃克吕兹省，西接加尔省，南濒地中海，东临瓦尔省。
与热姆诺斯接壤的市镇（或旧市镇、城区）包括：欧巴涅、奥里奥尔、屈日莱潘、罗克福尔-拉贝杜勒、罗克韦尔、普朗多普斯圣博姆。
热姆诺斯的时区为UTC+01:00、UTC+02:00（夏令时）。

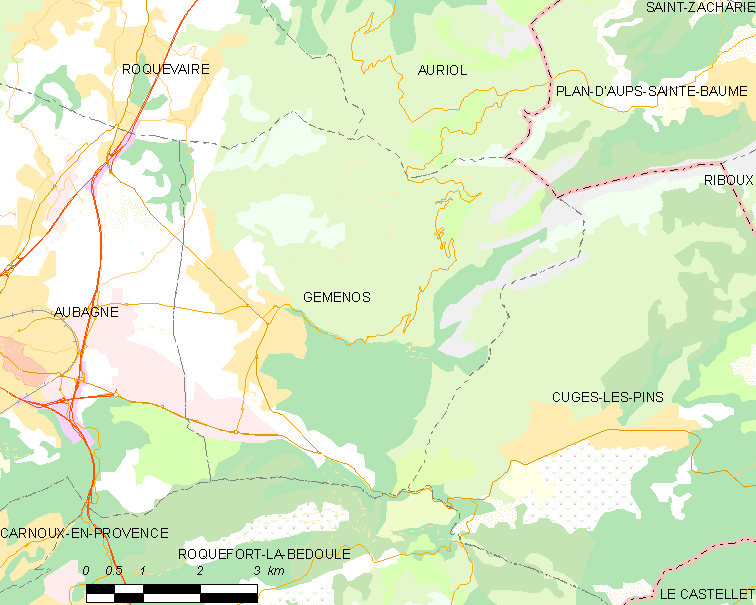
热姆诺斯的OSM定位图

## 行政
热姆诺斯的邮政编码为13420，INSEE市镇编码为13042。

## 政治
热姆诺斯所属的省级选区为拉西奥塔县。

## 人口

1962-2008年间热姆诺斯人口变化图示

热姆诺斯于2022年1月1日时的人口数量为6678人。